# مادلین جونو
مادلین جونو (انگلیسی: Madeline Juno؛ زادهٔ ۱۱ اوت ۱۹۹۵) خواننده-ترانه‌پرداز، و خواننده اهل آلمان است. وی از سال ۲۰۱۳ میلادی تاکنون مشغول فعالیت بوده‌است.